# Flecha Brabanzona 2024
La 64.ª edición de la clásica ciclista Flecha Brabanzona fue una carrera en Bélgica que se celebró el 10 de abril de 2024 sobre un recorrido de 195,2 kilómetros con inicio el municipio de Lovaina y final en la ciudad de Overijse.
La carrera formó parte del UCI ProSeries 2024, calendario ciclístico mundial de segunda división, dentro de la categoría UCI 1.Pro. El vencedor fue el francés Benoît Cosnefroy del Decathlon AG2R La Mondiale, quien estuvo acompañado en el podio por los belgas Dylan Teuns del Israel-Premier Tech y Tim Wellens del UAE Emirates, segundo y tercer clasificado respectivamente.

## Equipos participantes
En esta ocasión formaron parte de la carrera 22 equipos, 11 de categoría UCI WorldTeam y 11 de categoría UCI ProTeam. Formaron así un pelotón de 149 ciclistas de los que acabaron 89. Los equipos participantes fueron:
| WorldTeams (11)- Alpecin-Deceuninck - Arkéa-B&B Hotels - Bahrain Victorious - Cofidis - Decathlon-AG2R La Mondiale - EF Education-EasyPost - Intermarché-Wanty - Soudal Quick-Step - Team dsm-firmenich PostNL - Team Jayco AlUla - UAE Team Emirates ProTeams (11)- Bingoal WB - Caja Rural-Seguros RGA - Lotto Dstny - Israel-Premier Tech - Q36.5 Pro Cycling Team - TDT-Unibet - Team Flanders-Baloise - Team Novo Nordisk - TotalEnergies - Tudor Pro Cycling Team - Uno-X Mobility |
| |

## Clasificación final
- La clasificación finalizó de la siguiente forma:[3]

| \| Clasificación general \| Clasificación general \| Clasificación general \| Clasificación general \| Clasificación general \| \| Ciclista \| Ciclista \| Equipo \| Tiempo \| \| \| --------------------- \| --------------------- \| -------------------------- \| --------------------- \| --------------------- \| \| 1.º \| Benoît Cosnefroy \| Decathlon-AG2R La Mondiale \| 4 h 17 min 02 s \| \| \| 2.º \| Dylan Teuns \| Israel-Premier Tech \| + 0 s \| \| \| 3.º \| Tim Wellens \| UAE Team Emirates \| + 0 s \| \| \| 4.º \| Joseph Blackmore \| Israel-Premier Tech \| + 0 s \| \| \| 5.º \| Jefferson Cepeda \| Caja Rural-Seguros RGA \| + 0 s \| \| \| 6.º \| Quinten Hermans \| Alpecin-Deceuninck \| + 0 s \| \| \| 7.º \| Marijn van den Berg \| EF Education-EasyPost \| + 10 s \| \| \| 8.º \| Michael Matthews \| Team Jayco AlUla \| + 28 s \| \| \| 9.º \| Vito Braet \| Intermarché-Wanty \| + 28 s \| \| \| 10.º \| Corbin Strong \| Israel-Premier Tech \| + 28 s \| \| |                     |                            |                 |
| |                     |                            |                 |
| Fuente: ProCyclingStats |                     |                            |                 |
| Clasificación general |                     |                            |                 |
| Ciclista | Ciclista            | Equipo                     | Tiempo          |
| 1.º | Benoît Cosnefroy    | Decathlon-AG2R La Mondiale | 4 h 17 min 02 s |
| 2.º | Dylan Teuns         | Israel-Premier Tech        | + 0 s           |
| 3.º | Tim Wellens         | UAE Team Emirates          | + 0 s           |
| 4.º | Joseph Blackmore    | Israel-Premier Tech        | + 0 s           |
| 5.º | Jefferson Cepeda    | Caja Rural-Seguros RGA     | + 0 s           |
| 6.º | Quinten Hermans     | Alpecin-Deceuninck         | + 0 s           |
| 7.º | Marijn van den Berg | EF Education-EasyPost      | + 10 s          |
| 8.º | Michael Matthews    | Team Jayco AlUla           | + 28 s          |
| 9.º | Vito Braet          | Intermarché-Wanty          | + 28 s          |
| 10.º | Corbin Strong       | Israel-Premier Tech        | + 28 s          |

## Ciclistas participantes y posiciones finales
Convenciones:
- AB: Abandono
- FLT: Retiro por llegada fuera del límite de tiempo
- NTS: No tomó la salida
- DES: Descalificado o expulsado

## UCI World Ranking
La Flecha Brabanzona otorgó puntos para el UCI World Ranking para corredores de los equipos en las categorías UCI WorldTeam, UCI ProTeam y Continental. Las siguientes tablas son el baremo de puntuación y los diez corredores que obtuvieron más puntos:
| Posición              | 1.º | 2.º | 3.º | 4.º | 5.º | 6.º | 7.º | 8.º | 9.º | 10.º | 11.º | 12.º | 13.º | 14.º | 15.º | 16.º-30.º | 31.º-40.º |
| Clasificación general | 200 | 150 | 125 | 100 | 85  | 70  | 60  | 50  | 40  | 35   | 30   | 25   | 20   | 15   | 10   | 5         | 3         |

| Clasificación |                     |                            |         |
| Posición      | Ciclista            | Equipo                     | General |
| ------------- | ------------------- | -------------------------- | ------- |
| 1.º           | Benoît Cosnefroy    | Decathlon AG2R La Mondiale | 200     |
| 2.º           | Dylan Teuns         | Israel-Premier Tech        | 150     |
| 3.º           | Tim Wellens         | UAE Emirates               | 125     |
| 4.º           | Joseph Blackmore    | Israel-Premier Tech        | 100     |
| 5.º           | Jefferson Cepeda    | Caja Rural-Seguros RGA     | 85      |
| 6.º           | Quinten Hermans     | Alpecin-Deceuninck         | 70      |
| 7.º           | Marijn van den Berg | EF Education-EasyPost      | 60      |
| 8.º           | Michael Matthews    | Jayco AlUla                | 50      |
| 9.º           | Vito Braet          | Intermarché-Wanty          | 40      |
| 10.º          | Corbin Strong       | Israel-Premier Tech        | 35      |